# Fernandes Guitars
Pour les articles homonymes, voir Fernandes.

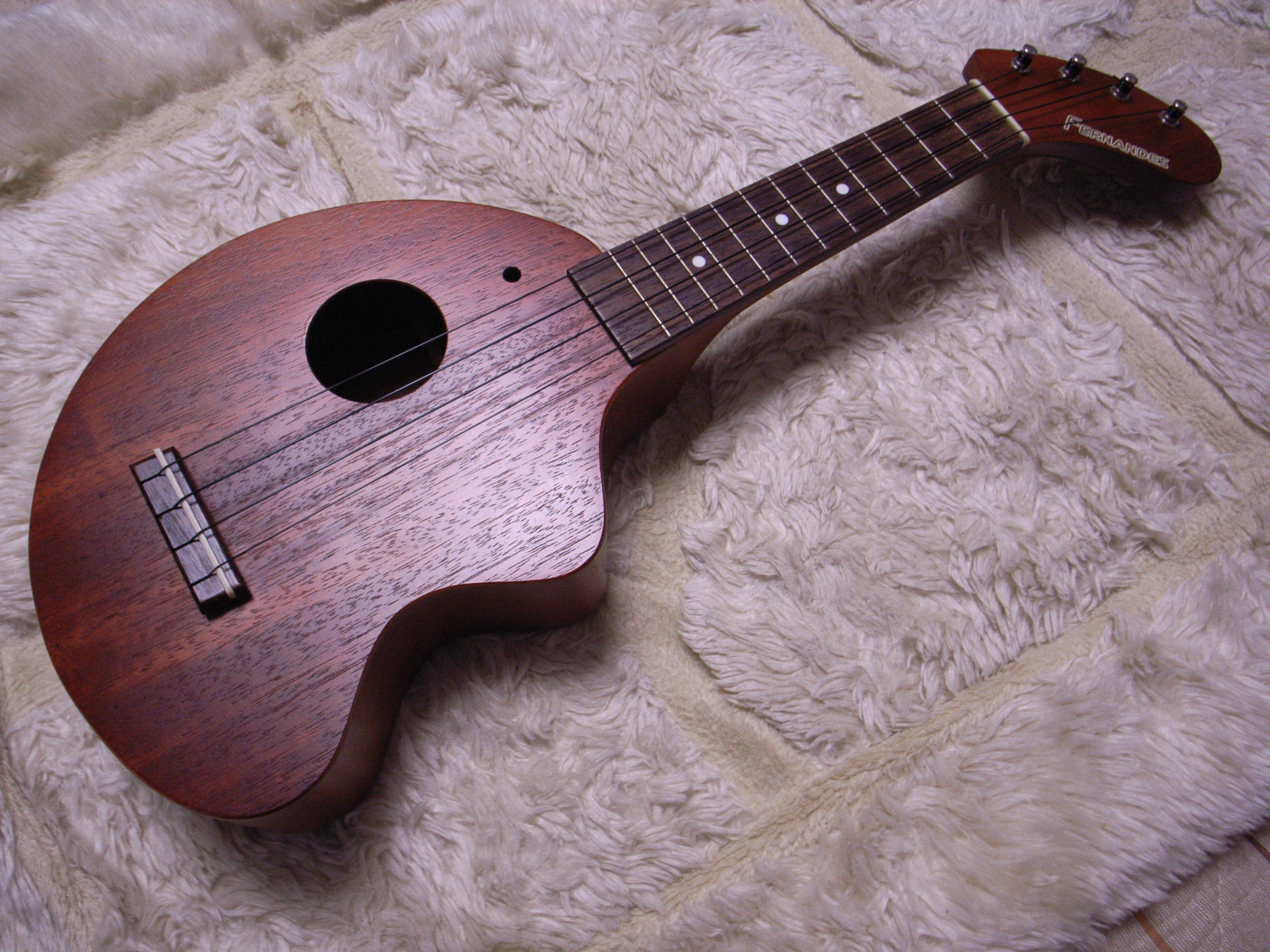
Guitare Fernandes.

Fernandes / Burny est un fabricant japonais de guitares et d'accessoires pour guitares.

## Historique
Fernandes est né avec l’établissement de Saito Musical Instrument Corporation dans le quartier Bunkyo Ku de Tokyo en 1969. Se concentrant dans un premier temps sur la vente et la distribution de guitares de flamenco, la société est devenue l'un des plus gros distributeurs de guitares de tout le pays.
En 1972, la société change de nom, devenant Fernandes Corporation et commence à commercialiser des guitares sous son propre label. L’année suivante, ils déménagent pour Toshima-Ku. La société commence à produire des clones de Fender, tandis que les répliques de Gibson sont fabriquées sous le label Burny. La particularité de Fernandes, c’est qu’ils commencent directement à produire des modèles haut de gamme sans fabriquer de guitares « économiques » pour les petits budgets. Ceci contribue grandement à leur réputation.
En 1974, des amplificateurs sont également ajoutés au catalogue et en 1976, la marque installe ses quartiers à Shinjuku, où elle se trouve encore aujourd’hui.
L’année suivante, une branche est également créée à Osaka. Fernandes ne peut pas rester hors de la compétition pour les meilleures répliques et en 1981, leur réponse est la gamme des « revival  series ». La plupart des instruments sont fabriqués à l’usine Fujigen gakki, mais également brièvement chez Tokai entre fin 1970 et le début des années 1980.
En 1982, Fernandes produit son propre système de trémolo sous licence Floyd Rose qui contribue beaucoup au développement du heavy metal et en 1984, une succursale est créée aux États-Unis « FGI inc. », suivie en 1994 de « Fernandes guitars USA ».
Puis 1985 voit la création d’une école de guitare.
En 1987, Fernandes reprend la distribution de la marque HIWATT, célèbre pour ses amplis à lampes.
Aujourd’hui, la marque est dans les mains des plus grands ; Steve Hackett, Robert Fripp, Steve Jones des Sex Pistols joue également sur Burny, hide, Robert Trujillo, Ken Kitamura, etc. et de Billie Joe Armstrong de Green Day

## Modèles
Les premières Les Paul Burny portent la mention Les Paul sur la tête. Elles apparaissent en 1973, avec la firebird dans le premier catalogue. Elles sont numérotées FLG- suivi d'un numéro qui indique à la fois le prix en yens et la qualité du modèle. La gamme va des FLG-60 à la FLG-240.
Les premiers modèles ont des micros GOTOH type PAF pour les modèles « économiques » tandis que les modèles prestigieux ont des Seymour Duncan 59. Beaucoup de ces modèles ont un fret binding.
En 1982/1983, l'appellation change et les Les Paul deviennent les RLG- : RLG 150, RLG 120, RLG 90, RLG 50, RLG 60, les micros sont des L8001 ou L8002 pour le haut du panier et des L8000 pour les modèles moins chers.
À partir de 1985, les modèles haut de gamme sont équipés de micros VH-1 fabriqués par GOTOH, ces micros ont un petit autocollant sur le contour plastique qui les identifie. Les modèles plus économiques ont des micros VH-2 ou VH-4

## Production et numéros de série
La grande frayeur des fabricants de répliques japonais dans les années 1980 est le procès intenté par Gibson. La marque a déjà menacé Ibanez et multiplie les pressions, au contraire du groupe Fender qui a fait sien l’adage « If you can’t beat them, join them » (« Si tu ne peux pas les battre, rejoins-les »).
Afin que l’« adversaire » ait le moins d’informations possible à sa disposition en cas de mise à l’amende ou de demande de dédommagement par un tribunal, Fernandes n’a quasiment jamais recours à la numérotation de ses guitares. Seuls les premiers modèles et ceux fabriqués à l’usine Tokai fin 1970 comporteront un numéro de série.
- Les mécaniques et le chevalet des Burny et Fernandes sont toujours de chez Gotoh, les micros sont des L8000, L8001 et L8002 (humbuckers) ou L9000 (p-90) jusqu'en 1985, puis ils sont remplacés par les VH1, VH2 et VH4, fabriqués spécialement pour Fernandes par Gotoh.
- La désignation des modèles se fait en général avec deux lettres suivies d'un chiffre indiquant le prix du modèle et donc sa qualité : RLG-XX = Les paul, RLC-XX = Les Paul custom, RSG-XX = SG, FTS-XX = strat, TE-XX = tele, etc.